# جوزيف ثورنتون
جوزيف ثورنتون (بالإنجليزية: Joseph Thornton)‏ هو أحيائي أمريكي، ولد في 9 مارس 1965 في شيكاغو في الولايات المتحدة.